# 3955 Bruckner
A 3955 Bruckner (ideiglenes jelöléssel 1988 RF3) a Naprendszer kisbolygóövében található aszteroida. Freimut Börngen fedezte fel 1988. szeptember 9-én.